# Whittieria
Whittieria is een geslacht van vliesvleugeligen uit de familie Encyrtidae. De wetenschappelijke naam van dit geslacht is voor het eerst geldig gepubliceerd in 1938 door Girault.

## Soorten
Het geslacht Whittieria is monotypisch en omvat slechts de volgende soort:
- Whittieria pilosigena Girault, 1938